# Larsia lyra
Larsia lyra är en tvåvingeart som först beskrevs av James E. Sublette 1964.  Larsia lyra ingår i släktet Larsia och familjen fjädermyggor. Inga underarter finns listade i Catalogue of Life.